# گزیلا لبزلتر
گزیلا لبزلتر (انگلیسی: Gisela C. Lebzelter؛ زادهٔ) تاریخ‌نگار، و نویسنده ضدفاشیسم و ضدیهودی‌ستیزی اهل بریتانیااست.